# Kana de Beylev
Kana de Beylev, född 14 juni 2020, är en fransk varmblodig travhäst. Hon tränas av William Bigeon och körs av Éric Raffin eller Benjamin Rochard.
Kana de Beylev började tävla 2022 och inledde med en seger. Hon har hittills sprungit in 651 800 euro på 23 starter varav 8 segrar, 7 andraplatser och 1 tredjeplats. Hon har tagit karriärens hittills största seger i Prix de l'Étoile (2023). Hon har även segrat i Prix Roquépine (2023), Prix Ozo (2023), Prix Reine du Corta (2023) och Prix Uranie (2023). Hon har även kommit på andraplats i Prix Vourasie (2022), Prix Gélinotte (2023), Prix Masina (2023), Prix Albert-Viel (2023), Prix Guy Deloison (2023), Prix de Sélection (2024) samt på tredjeplats i Prix Une de Mai (2022).

## Statistik
| Statistik för Kana de Beylev (Ref.) | Statistik för Kana de Beylev (Ref.) | Statistik för Kana de Beylev (Ref.) | Statistik för Kana de Beylev (Ref.) | Statistik för Kana de Beylev (Ref.) | Statistik för Kana de Beylev (Ref.) |
| ----------------------------------- | ----------------------------------- | ----------------------------------- | ----------------------------------- | ----------------------------------- | ----------------------------------- |
| Starter                             | Placeringar                         | Startprissumma                      | Segerprocent                        | Platsprocent                        | Rekord                              |
| 23                                  | 8-7-1                               | 651 800 euro                        | 35 %                                | 70 %                                | 1.10,4ak,                           |

### Större segrar
| År   | Lopp                | Kusk             | Vinstbelopp | Grupp   |
| ---- | ------------------- | ---------------- | ----------- | ------- |
| 2023 | Prix Roquépine      | Benjamin Rochard | 67 500 EUR  | Grupp 2 |
| 2023 | Prix Ozo            | Benjamin Rochard | 54 000 EUR  | Grupp 2 |
| 2023 | Prix Reine du Corta | Benjamin Rochard | 54 000 EUR  | Grupp 2 |
| 2023 | Prix Uranie         | Benjamin Rochard | 54 000 EUR  | Grupp 2 |
| 2023 | Prix de l'Étoile    | Benjamin Rochard | 90 000 EUR  | Grupp 1 |

### Starter
| #  | Datum             | Lopp                   | Bana      | Kusk             | Tid     | Distans | Plac. | Vinstbelopp |
| -- | ----------------- | ---------------------- | --------- | ---------------- | ------- | ------- | ----- | ----------- |
| -  | 11 augusti 2022   | Kvallopp               | Caen      | Éric Raffin      | 1.16,5a | 2 140 m | gdk   | 0 euro      |
| 1  | 26 augusti 2022   | Prix Locatech          | Cabourg   | Éric Raffin      | 1.16,5a | 2050 m  | 1     | 9 000 euro  |
| 2  | 8 september 2022  | Prix de Metz           | Vincennes | Éric Raffin      | 1.14,9a | 2 100 m | 2     | 10 500 euro |
| 3  | 4 oktober 2022    | Prix Undina            | Vincennes | Éric Raffin      | 1.13,7a | 2 175 m | 1     | 22 500 euro |
| 4  | 21 oktober 2022   | Prix Marcel Dejean     | Vincennes | Éric Raffin      | Da      | 2 200 m | Da    | 0 euro      |
| 5  | 16 november 2022  | Prix Roger Massue      | Vincennes | Éric Raffin      | 1.16,1a | 2 725 m | 1     | 10 800 euro |
| 6  | 26 november 2022  | Prix Vourasie          | Vincennes | Éric Raffin      | 1.16,2a | 2 200 m | 2     | 15 000 euro |
| 7  | 18 december 2022  | Prix Une de Mai        | Vincennes | Éric Raffin      | 1.16,6a | 2 700 m | 3     | 16 800 euro |
| 8  | 8 januari 2023    | Prix Gélinotte         | Vincennes | Éric Raffin      | 1.13,0a | 2 175 m | 2     | 30 000 euro |
| 9  | 28 januari 2023   | Prix Roquépine         | Vincennes | Benjamin Rochard | 1.14,7a | 2 700 m | 1     | 67 500 euro |
| 10 | 19 februari 2023  | Critérium des Jeunes   | Vincennes | Benjamin Rochard | 1.13,1a | 2 700 m | 4     | 16 000 euro |
| 11 | 12 maj 2023       | Prix Masina            | Vincennes | Benjamin Rochard | 1.14,6a | 2 700 m | 2     | 30 000 euro |
| 12 | 30 maj 2023       | Prix Ozo               | Vincennes | Benjamin Rochard | 1.12,0a | 2 175 m | 1     | 54 000 euro |
| 13 | 25 juni 2023      | Prix Albert-Viel       | Vincennes | Benjamin Rochard | 1.12,3a | 2 700 m | 2     | 50 000 euro |
| 14 | 19 augusti 2023   | Prix Reine du Corta    | Vincennes | Benjamin Rochard | 1.12,0a | 2 175 m | 1     | 54 000 euro |
| 15 | 2 september 2023  | Prix Annick Dreux      | Vincennes | Benjamin Rochard | 1.14,1a | 2 700 m | 5     | 6 500 euro  |
| 16 | 17 september 2023 | Critérium des 3 ans    | Vincennes | Benjamin Rochard | Da      | 2 700 m | Da    | 0 euro      |
| 17 | 28 oktober 2023   | Prix Uranie            | Vincennes | Benjamin Rochard | 1.13,0a | 2 175 m | 1     | 54 000 euro |
| 18 | 19 november 2023  | Prix Guy Deloison      | Vincennes | Benjamin Rochard | 1.13,4a | 2 700 m | 2     | 30 000 euro |
| 19 | 10 december 2023  | Prix de l'Étoile       | Vincennes | Benjamin Rochard | 1.10,9a | 2 100 m | 1     | 90 000 euro |
| 20 | 7 januari 2024    | Prix Charles Tiercelin | Vincennes | Benjamin Rochard | 1.13,9a | 2 700 m | 4     | 9 600 euro  |
| 21 | 27 januari 2024   | Prix Ourasi            | Vincennes | Benjamin Rochard | 1.12,2a | 2 700 m | 6     | 6 000 euro  |
| 22 | 10 februari 2024  | Prix Éphrem Houel      | Vincennes | Benjamin Rochard | 1.11,1a | 2 100 m | 4     | 9 600 euro  |
| 23 | 2 mars 2024       | Prix de Sélection      | Vincennes | Benjamin Rochard | 1.10,4a | 2 175 m | 2     | 60 000 euro |

## Stamtavla
| Efter Express Jet    | Goetmals Wood      | Andr Arifant   | Sharif de Iesolo   |
| Efter Express Jet    | Goetmals Wood      | Andr Arifant   | Infante d'Aunou    |
| Efter Express Jet    | Goetmals Wood      | Tahitienne     | Kimberland         |
| Efter Express Jet    | Goetmals Wood      | Tahitienne     | Oligiste           |
| Efter Express Jet    | Run for Jet        | Coktail Jet    | Quouky Williams    |
| Efter Express Jet    | Run for Jet        | Coktail Jet    | Ambro Glamour      |
| Efter Express Jet    | Run for Jet        | Kelite Jet     | Full Account       |
| Efter Express Jet    | Run for Jet        | Kelite Jet     | Elite d'Atout      |
| Undan Dana de Beylev | Ready Cash         | Indy de Vive   | Viking's Way       |
| Undan Dana de Beylev | Ready Cash         | Indy de Vive   | Tekiflore          |
| Undan Dana de Beylev | Ready Cash         | Kidea          | Extreme Dream      |
| Undan Dana de Beylev | Ready Cash         | Kidea          | Doceanide du Lilas |
| Undan Dana de Beylev | Our Majesty Rodney | Cezio Josselyn | Armbro Goal        |
| Undan Dana de Beylev | Our Majesty Rodney | Cezio Josselyn | Quezira            |
| Undan Dana de Beylev | Our Majesty Rodney | Dona Blanca    | Istraeki           |
| Undan Dana de Beylev | Our Majesty Rodney | Dona Blanca    | Princesse Blanche  |